# Archidiocèse de Sucre
L'archidiocèse de Sucre (en latin : Archidioecesis Sucrensis ; en espagnol : Arquidiócesis de Sucre) est un archidiocèse métropolitain de l'Église catholique en Bolivie. L'archevêque de Sucre a le titre de primat de Bolivie car c'est le premier diocèse et archidiocèse érigé dans ce pays.

## Territoire
Il comprend le département de Chuquisaca à l'exception de quelques localités des provinces d'Hernando Siles et Luis Calvo qui sont dans le vicariat apostolique  de Camiri.
Son territoire s'étend sur 51 124 km divisé en 50 paroisses. Le siège archiépiscopal est dans la ville de Sucre avec la cathédrale Notre-Dame de Guadalupe. Dans la même ville se trouve la basilique saint François de Charcas (es).

## Histoire

Archidiocèse de Sucre
Suffragants

Le diocèse de La Plata o Charcas est érigé le 27 juin 1552 par la bulle Super specula militantis Ecclesiae du pape Jules III en prenant sur le territoire du diocèse de Cuzco (aujourd'hui archidiocèse de Cuzco). Il est nommé suffragant de l'archidiocèse de Lima. (à l'époque, toutes ses juridictions ecclésiastiques se trouvent sur le territoire de la vice-royauté du Pérou).
Il cède une partie de son territoire le 27 juin 1561 pour l'érection du diocèse de Santiago du Chili (aujourd'hui archidiocèse de Santiago du Chili). Il cède d'autres portion de territoire le 4 juillet 1605 pour l'établissement du diocèse de La Paz et du diocèse de Cruz de la Sierra (aujourd'hui archidiocèse de La Paz et archidiocèse de Santa Cruz de la Sierra).
Par la bulle Onerosa pastoralis du 20 juillet 1609, Paul V élève le diocèse de La Plata ou Charcas au rang d'archidiocèse métropolitainavec pour suffragants les diocèses d'Asunción du Paraguay, Tucumán (aujourd'hui archidiocèse de Córdoba), Santa Cruz de la Sierra et La Paz auquel s'ajoute le diocèse de Buenos Aires en 1620(tous sont archidiocèses aujourd'hui). Cette province ecclésiastique est très vaste puisqu'elle comprend les pays actuels de la Bolivie, de l'Argentine et du Paraguay.
Il cède du territoire le 28 mai 1806 pour l'érection du diocèse de Salta (aujourd'hui archidiocèse de Salta),. (L'Argentine et la Bolivie font partie, à cette époque, de la vice-royauté du Río de la Plata). Il cède encore du territoire le 25 juin 1847 pour la création du diocèse de Cochabamba (aujourd'hui archidiocèse de Cochabamba).
En 1879, la Bolivie perd le département du Littoral au profit du Chili lors la guerre du Pacifique (1879-1884), l'archidiocèse cède donc en 1881 la partie de son territoire qui est désormais situé au Chili pour créer la mission sui juris d'Antofagasta(aujourd'hui archidiocèse d'Antofagasta).
Il cède de nouveau du territoire le 11 novembre 1924 pour l'érection des diocèses d'Oruro, Potosí et Tarija qui deviennent ses suffragants. Dans le même temps, il prend son nom actuel en conformité avec le nom de la capitale du pays.
Le 11 février 2021, le pape François concède le titre de primat de Bolivie à l'archevêque de Sucre par la constitution apostolique A Domino ipso car l'archidiocèse de Sucre est le premier diocèse et archidiocèse érigé dans ce pays.

## Évêques et archevêques
- Liste des évêques et archevêques de La Plata o Charcas-Sucre